# Selenopemphix quanta
Selenopemphix quanta is een soort in de taxonomische indeling van de Myzozoa, een groep van microscopische organanismen. Het gaat om een dinoflagellatencyst die toebehoort het geslacht Selenopemphix in de familie Protoperidiniaceae.
Selenopemphix quanta werd in 1975 ontdekt door Bradford, die ze beschreef onder de naam Multispinula quanta. Het was J.P. Bujak die in 1980 erkende dat het genus Multispinula hetzelfde is als het (eerder) beschreven fossiele genus Selenopemphix. Matsuoka (1985) publiceerde vervolgens de huidige definitie van Selenopemphix quanta.
Deze cyst wordt kennelijk gevormd door de dinoflagellaat Protoperidinium conicum en kan dus als synoniem beschouwd worden van "cyst van P. conicum". De cyst wordt gevonden in moderne ecosystemen en in sedimenten van Holocene ouderdom.